# 普拉西亞

普拉西亞（西班牙語：Placilla），是智利的城鎮，位於該國中部奧伊金斯將軍解放者大區的科爾查瓜省，面積146.9平方公里，海拔高度234米，2012年人口8,277人，人口密度每平方公里56人。
34°38′15″S 71°7′30″W / 34.63750°S 71.12500°W